# Joël Lupahla
Joël Lupahla (ur. 26 kwietnia 1977 w Bulawayo) – zimbabwejski piłkarz grający jako pomocnik.